# Ïgor' Pïkalkïn
Ïgor' Aleksandrovïç Pïkalkïn (in kazako Игорь Александрович Пикалкин?; 19 marzo 1992) è un calciatore kazako, centrocampista dello Shahter Qaraǵandy.

## Palmarès

### Competizioni nazionali
- Campionato kazako: 3

Şaxter Qaraǧandy: 2011
Astana: 2014, 2015
- Supercoppa del Kazakistan: 1

Astana: 2015